# Оарца-де-Жос
Оарца-де-Жос (рум. Oarța de Jos) — село у повіті Марамуреш в Румунії. Адміністративний центр комуни Оарца-де-Жос.
Село розташоване на відстані 406 км на північний захід від Бухареста, 40 км на південний захід від Бая-Маре, 83 км на північний захід від Клуж-Напоки.

## Населення
За даними перепису населення 2002 року у селі проживали 573 особи, з них 572 особи (99,8%) румунів. Рідною мовою 572 особи (99,8%) назвали румунську.